# Torneio Octogonal Rivadávia Corrêa Meyer de 1953
Torneio Octogonal Rivadávia Corrêa Meyer (nome dado em homenagem ao então presidente da CBD) foi um torneio internacional de futebol de natureza intercontinental, disputado entre 7 de junho e 4 de julho de 1953, em São Paulo e no Rio de Janeiro. Sucedeu a Copa Rio, com novo nome, formato, regulamento e história próprias, com outros patrocinadores - mas com o mesmo organizador, a CBD, e com autorização da FIFA. Teve o Vasco da Gama como campeão, invicto.
É por vezes apontada como sucessora da Copa Rio Internacional, tendo sido tratada por alguns jornais da Espanha como "continuação da Copa Rio de 1952". A imprensa brasileira da época, por sua vez, destacou que a competição era almejada pelos quatro grandes cariocas. Segundo o jornalista Olimpicus, os espanhóis se recusaram a prestigiar os torneios internacionais no Brasil, as "duas Taças Rio e a Taça Rivadávia".
O artilheiro da competição foi Pinga, do Vasco da Gama, com 6 gols.

## Fatos da Copa Rivadávia

### Extinção da Copa Rio
O Anuário do Esporte teria publicado, em 1953, sobre a criação do Torneio Octogonal Rivadávia Corrêa Meyer: Um detalhe que acabou marcando, de forma mais expressiva a II Copa Rio, é que ela foi a segunda e última. Em verdade, não se sabe bem porquê, cinco clubes do Rio e de S. Paulo reuniram-se e resolveram forçar a C.B.D. a extinguir a Copa Rio. Deixaram a entidade máxima com um torneio internacional na mesma época, mas com outro nome e outro regulamento. Inclusive aumentando o número de concorrentes brasileiros, que agora serão quatro: dois do Rio e dois de S. Paulo. E essa fórmula nova deverá começar a vigorar agora, neste ano de 1953.
No dia 11 de setembro de 1952, a CBD informou que a Copa Rio não seria disputada em 1953, devido à antecipação da segunda edição da mesma de 1953 para 1952. Com isso, o Conselho Técnico da CBD sugeriu que ela fosse disputada de 4 em 4 anos (e não mais de 2 em 2 anos), ficando o certame entrosado à Copa do Mundo, às Olimpíadas e à vindoura Taça Brasil. Já no dia 25 de setembro de 1952, a CBD divulgou um esboço de calendário para as temporadas de 1953, 1954 e 1955 marcando a "Taça Rio" (Copa Rio) para junho e julho de 1953, o mesmo período em que ocorreu o Torneio Octogonal Rivadávia Corrêa Meyer, substituindo a Copa Rio, segundo a edição de 23 de outubro de 1952 do mesmo jornal.
O Jornal dos Sports de 05/10/1952 (edição 7089) relata a reunião da  CBD que determinou substituição da Copa Rio pelo Torneio Octogonal, comprovando que o planejamento era incluir quatro clubes brasileiros (dois de RJ e dois de SP) e quatro clubes estrangeiros, sendo que os clubes brasileiros seriam classificados de acordo com sua posição no Torneio Rio-São Paulo (os dois clubes cariocas e os dois clubes paulistas mais bem classificados no Torneio Rio-São Paulo) e os estrangeiros seriam clubes (preferencialmente clubes campeões) de Inglaterra, Escócia, Portugal, Espanha, Itália, Iugoslávia, Hungria, Argentina e Uruguai (ou seja, os mesmos países dos clubes que foram os principais convidados à Copa Rio em 1951 e 1952 mais a Hungria). O jornal atesta que houve um debate para tentar manter o nome anterior de Copa Rio "pelo fato de possuir um nome internacional" (nomenclatura oficial da Copa Rio de 1952), mas houve a mudança. Foi uma reunião com a participação do presidente da CBD, Rivadávia Corrêa Meyer, do presidente do Conselho Técnico de Futebol da entidade, Castelo Branco, do presidente da Federação Paulista de Futebol, Roberto Gomes Pedrosa, e de um  representante dos clubes da Federação Metropolitana de Futebol (nome à época da Federação de Futebol do Rio de Janeiro).

O Jornal dos Sports de 02/10/1952 (edição 7086) traz um artigo de Mário Filho (jornalista que em 1950 idealizou a Copa Rio) em que o mesmo atribuiu a proposta de mudança no número de participantes estrangeiros/brasileiros (de 6/2 nas Copas Rio para 4/4 no Torneio Rivadávia) a uma solicitação dos próprios clubes brasileiros, sob o argumento dos clubes brasileiros de que o modelo de 1951/1952 (Copa Rio) "favorece um clube paulista e um clube carioca em detrimento dos demais". Mário Filho, neste artigo, diz que discorda da mudança, insinuando que os clubes não-incluídos iam da mesma forma continuar dizendo-se prejudicados: "Vamos admitir que no torneio internacional projetado pelos clubes se dobre o número de clubes brasileiros: dois do RJ e dois de SP. E os outros?" Neste mesmo artigo, Mário Filho diz que já achava errado que na Copa Rio (1951/1952) o Brasil contasse com 2 representantes (os campeões de RJ e SP) enquanto todos os demais países podiam contar com apenas 1 representante, que isso era um benefício indevido ao Brasil, e que seria ainda mais agravado se dobrasse o número de participantes brasileiros. Porém, o mesmo jornal publicou que, se por um lado discordava da mudança no número de participantes brasileiros de 2 para 4, mas que o "essencial era a ideia, que resistiu como necessidade imperiosa", e que modificou o título de roupa nova em um corpo totalmente diferente continuando o torneio internacional, para honra e proveito do futebol brasileiro.
Em entrevista ao jornal Última Hora de 09/01/1953, o presidente do Conselho Técnico de Futebol da CBD, Sr. Castello Branco, confirmou que foi a pedido dos clubes brasileiros que o número de participantes brasileiros aumentou de 2 para 4. Disse também que o objetivo era contar com os clubes campeões de Escócia, Inglaterra, Itália, Espanha, Portugal (ou seja, como nos torneios anteriores, o foco principal seria contar com equipes campeãs). Afirmou também que o modelo da competição não seria muito diferente ao da Copa Rio, com 2 grupos de 4 equipes.
A mudança no número de participantes brasileiros, de 2 para 4, foi uma proposta originalmente do jornal O Estado de S. Paulo: o jornal O Estado de S. Paulo criticou a Copa Rio de 1952, comentando que a competição não havia tido sua situação resolvida faltando menos de 15 dias para o seu início, e que, com tantas recusas de convidados europeus, afigurava-se um torneio desinteressante, e sugeriu que organizar uma competição com mais clubes brasileiros (4) e menos estrangeiros seria melhor do que insistir numa Copa Rio com clubes europeus desinteressantes.

### Proibição aoNacionalpelaAUFe sua substituição peloFluminense
Publicou o Jornal do Brasil  de 10/06/1953 sobre a proibição da Associação Uruguaia de Futebol a que o Club Nacional de Football participasse do Torneio Octogonal Rivadávia Corrêa Meyer:
A comissão diretora do Nacional de Montevidéu se reuniu, em 09 de junho de 1953, e considerou a situação que surgiu com a decisão da Junta dirigente da AUF (Associação Uruguaia de Futebol) de proibir o Clube  de participar da "Copa Rivadávia", bem como conferenciou, telefonicamente, com os dirigentes da Confederação Brasileira de Desportos sobre o problema.
Considerou-se impossível a participação do Nacional, em vista da categórica recusa da Junta por 10 votos, 7 contra a participação do Nacional e 3 a favor (Nacional, Peñarol e Wanderers), já que a participação não autorizada significaria violação dos regulamentos internacionais de futebol.
A sessão da Junta finalizou às primeiras horas daquele dia, fundamentando seu voto contrário, de 10 clubes da primeira divisão, e pronunciando-se a favor da participação apenas o próprio Nacional, o Peñarol e o Wanderers. O presidente do Nacional, Brum Carbajal, ainda tentou solicitar a autorização, como uma homenagem à C.B.D. O resultado da votação fez desaparecer as possibilidades de qualquer outra consideração do assunto, por parte da Junta.
Dois dias depois, em 12/06/1953, publicou o Jornal do Brasil as seguintes informações, deixando claro que Club Nacional de Football desejava participar da competição mas que não pôde fazê-lo porque teve contra si, no âmbito da Associação Uruguaia de Futebol, os 7 clubes "pequenos" do Uruguai (os grandes sendo o Peñarol, o Wanderers e o próprio Nacional):
A CBD forneceu a imprensa e ao rádio no dia 11 de junho de 1953 uma longa e minuciosa "nota oficial" esclarecendo os entendimentos ocorridos com o Nacional para a sua participação na disputa da "Taça Rivadávia Corrêa Meyer". Pela troca de correspondência, cujos telegramas e ofícios fizeram parte da citada nota da CBD,  verificou-se a atitude devente da entidade máxima que atendeu a todos os desejos do Nacional, clube que sempre manteve a altura do prestígio que desfruta, sendo acompanhado pelo Peñarol e pelo Wanderers, tendo contra si os demais outros sete clubes, todos eles sem a expressão do Nacional e que levaram a Associação Uruguaia de Futebol a tomar uma atitude completamente diversas da até então por ela seguida para com a CBD, que sempre se empenhou por manter os laços mais estreitos de amizade com a entidade uruguaia, sem esperar, jamais, que surgisse tão decepcionante atitute dessa, sempre tida em alta conta, mesmo entre o público desportivo brasileiro.
As edições de 26/05/1953, 09/06/1953 e 12/06/1953 do jornal O Estado de S. Paulo confirmam que o Club Nacional de Football do Uruguai aceitou o convite para participar da competição, e apenas não o fez em função da proibição imposta pela Associação Uruguaia de Futebol.
Flamengo e Fluminense solicitaram à CBD a vaga que seria do clube uruguaio, pois não havia tempo hábil para preencher a vaga com outro clube estrangeiro. A CBD determinou que a Federação Metropolitana de Futebol (que era, na época, a Federação de Futebol do Rio de Janeiro, então Distrito Federal) determinasse um dos dois clubes cariocas para entrar no torneio na vaga do Club Nacional de Football do Uruguai. Em reunião de seu Conselho Arbitral, a Federação Metropolitana deu a vaga ao Fluminense, em função deste ter terminado o Torneio Rio-São Paulo em terceiro lugar entre os cariocas; todos os clubes presentes à reunião concordaram, exceto o Flamengo, que discordou da decisão porque pleiteava a vaga para si.
O time do Fluminense disputava a Copa das Municipalidades do Paraná, e após a realização da primeira partida contra o Ourinhense, o Fluminense teve que voltar ao Rio de Janeiro às pressas para disputar o Torneio Rivadávia Corrêa Meyer, só retornando ao Paraná mais de um mês depois para a finalização da competição amistosa paranaense.

### Semelhanças e diferenças entre o Torneio Rivadávia e a Copa Rio
Ambas as competições tiveram o mesmo organizador, a Confederação Brasileira de Desportos, com a autorização da FIFA. Porém, para o Torneio Rivadávia de 1953, é registrada nos jornais da época a indicação do dirigente da FIFA Ottorino Barassi no recrutamento apenas do representante italiano, que poderia ser Juventus, Internazionale ou Milan (sem haver menções a que ele recrutaria clubes de outros países); contudo, assim como na Copa Rio de 1952, Barassi acabou não indicando clube da Itália ao Brasil em 1953. Furtado da CBD empregou esforços no sentido de contornar "a dificuldade, empenhado-se Barassi," para atingir o objetivo de trazer o campeão italiano AC Milan ao Torneio Rivadávia, mas isso não foi possível em virtude da participação do Milan na Copa Latina do mesmo ano. Barassi chegou a receber na Itália o representante da CBD, Manuel Furtado de Oliveira, que empreendeu um giro pela Europa para tratar da vinda de clubes daquele continente ao Torneio Rivadávia. O campeão português Sporting CP (campeão português em 1951, 1952 e 1953) fez um "tour de force", não querendo perder nem a Copa Latina nem o torneio brasileiro, participando de ambas as competições. A edição de 29 de abril de 1953 do jornal espanhol El Mundo Deportivo informa ser a Copa Latina a razão da não-participação do AC Milan no Torneio Octogonal Rivadávia Corrêa Meyer, referindo-se ao torneio como "o torneio do Rio". A mesma edição do jornal comenta que o adianto da Copa Latina de 1953 em uma semana (para os dias 04 e 07 de junho) possibilitaria ao Reims francês e ao Sporting de Lisboa participar da "Copa de Rio". Assim como nas edições da Copa Rio, no Torneio Rivadávia os árbitros eram todos do quadro da FIFA: por exemplo, o árbitro paulista Querubim da Silva Torres foi aceito na competição apenas na condição de "bandeirinha" por não ser um árbitro do quadro da FIFA.
O Torneio Rivadávia foi o torneio sucessor da Copa Rio e várias fontes da época tratam o Torneio Rivadávia como "copiado" sobre a "saudosa" Copa Rio ou tratam as duas competições (Copas Rio e Rivadávia) como semelhantes: Agence France Presse (agência de notícias francesa), Jornal do Brasil,, jornal Última Hora, jornal Mundo Esportivo (Brasil), jornal escocês Glasgow Herald, jornal O Estado de S. Paulo,  jornal espanhol ABC de Madrid, jornal espanhol El Mundo Deportivo.
O jornal Última Hora, jornal que em 1952 tratou a Copa Rio como um troféu mundial, em 1953 se referiu ao Torneio Octogonal Rivadávia como "o torneio que outrora se chamava Copa Rio". Outras fontes da época confirmam que o Torneio Rivadávia foi tratado pelos europeus como sendo semelhante a Copa Rio ou chamada de "Copa Rio" pelos europeus um certame que "no plano esportivo, já fracassou."
O jornal português Diário de Lisboa, quando da participação do Sporting, ressaltou o caráter intercontinental ("característica euro-sul-americana") do Torneio Octogonal Rivadávia Corrêa Meyer, o que, segundo o jornal, o valorizava, sendo um "torneio de homenagem ao prestigioso presidente da CBD."  Além da diferença na quantidade de participantes estrangeiros e brasileiros e nos países representados, há também a óbvia diferença nominal entre a Copa Rio e o Torneio Rivadávia. Porém, observa-se que houve diferença nominal mesmo entre as duas edições da Copa Rio, pois a 1ª Copa Rio (1951) se chamou oficialmente "Torneio Internacional de Clubes Campeões - Copa Rio" (nome escrito no troféu) enquanto a 2ª Copa Rio (1952) se chamou oficialmente apenas de "Copa Rio"(nome escrito no troféu). O fato do nome da taça de 1953 homenagear um dirigente esportivo (no caso, Rivadávia Corrêa Meyer) é um fato comum no futebol, sendo observado em várias competições oficiais, mesmo competições da maior importância como a Taça Jules Rimet/Copa do Mundo, o Troféu Henri Delaunay/Eurocopa e a Copa João Havelange/Campeonato Brasileiro de Futebol de 2000, além de diversas outras competições oficiais (Supercopa João Havelange/Supercopa dos Campeões da Libertadores, Torneio Roberto Gomes Pedrosa, Copa Ouro Nicolas Leoz), e não implica qualquer conclusão sobre a oficialidade e o objetivo da competição.

### Convite e desconvite aos campeões deFrançaeAlemanhae não-aceitação do campeão daIugoslávia
Em 1953 o campeão da Taça da Alemanha Rot-Weiß Essen foi convidado e aceitou participar do Torneio Rivadávia, e não participou apenas porque foi desconvidado pela própria CBD após ter aceitado o convite. A tabela do Torneio Rivadávia chegou a ser feita incluindo este clube, mas sua participação foi cancelada pela própria CBD, que desconvidou o clube ao torneio, conforme informado pelas edições de maio e junho de 1953 do jornal Folha da Manhã (antiga Folha de S.Paulo). A edição de 28/05/1953 do jornal O Estado de S. Paulo dá conta que o Rot-Weiß Essen era campeão alemão e detentor da Taça da Alemanha, e que ele e o Hibernian eram as duas maiores expectativas que a CBD tinha em termos de participantes estrangeiros para o Torneio Rivadávia. Porém, o Rot-Weiß Essen foi "fragorosamente derrotado" em sua cidade (Essen) pelo America Football Club do Rio de Janeiro, o que levou a CBD a cancelar o convite ao mesmo.  A edição de 06 de agosto de 1953 dá conta que o Rot-Weiß Essen acionou a CBD pedindo indenização por danos (e levou o caso à FIFA), pela CBD ter convidado e desconvidado  o clube ao certame.
A edição de 07 de maio de 1953 do jornal O Estado de S. Paulo dá conta da vontade do campeão francês Stade de Reims em participar do Torneio Rivadávia. O Jornal do Brasil de 7 de maio de 1953 (página 3 do 2º caderno) noticiou que o Stade de Reims (então campeão francês) foi questionado sobre o Torneio Octogonal e tinha dito "que irá ao Brasil participar do torneio em disputa da Taça Rivadávia Corrêa Meyer (Copa Rio). Porém, a CBD havia condicionado o convite ao Stade de Reims, campeão francês, ao resultado do jogo do mesmo contra o America Football Club. Como o clube carioca derrotou o Stade de Reims em partida amistosa realizada em Liege (Bélgica), a CBD pôs o clube francês fora de cogitações para o Torneio Octogonal Rivadávia Corrêa Meyer.
Assim como ocorrido com o campeão iugoslavo Dinamo Zagreb na Copa Rio de 1952 (que solicitou sua inscrição na Copa Rio de 1952 mas não foi aceito), em 1953 o campeão da Copa da Iugoslávia, o FK Partizan de Belgrado, solicitou sua inscrição no Torneio Rivadávia, mas não foi aceito pela CBD.

### A organização do torneio

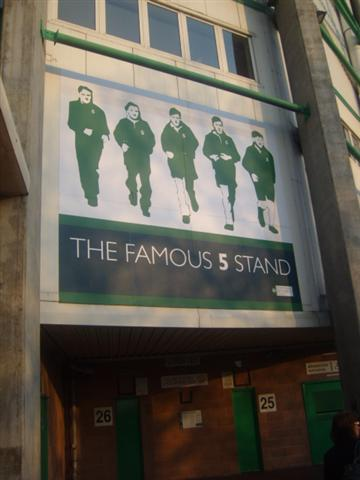
No estádio do Hibernian, há uma ilustração "Os cinco famosos" (The Famous Five), quinteto ofensivo do Hibernian, composto de Gordon Smith, Bobby Johnstone, Lawrie Reilly, Eddie Turnbull e Willie Ormond, que foram o grande atrativo do clube perante o público brasileiro em 1953. Após sua atuações pelo Hibernian no Torneio Rivadávia, Smith e Johnstone chamaram a atenção de clubes brasileiros, que tentaram contratá-los. Após recusarem, por razões desconhecidas, participar da Copa Rio Internacional, os escoceses do Hibernian vieram ao Brasil disputar o Torneio Rivadávia, considerando-o um mundial de clubes.

O jornal O Estado de S. Paulo, em sua edição de 26 de novembro de 1952, dá conta que o Torneio Octogonal Rivadávia Corrêa Meyer foi visto, já naquele momento, como substituto da Copa Rio. adicionando que desde então (novembro de 1952) a CBD já julgava importante  começar a convidar os quadros estrangeiros. A edição do mesmo jornal do dia seguinte (27/11/1952) afirma que a CBD convidou o Milan para participar da competição. A edição de 22 de janeiro de 1953 do Estado de São Paulo dá conta de que a CBD planejava contar, para o torneio, com 4 entre os campeões de Inglaterra, França, Itália, Espanha e Portugal; porém, como a CBD sabia que os 4 últimos estariam envolvidos na Copa Latina, estava cogitando o Millonarios da Colômbia, o Hibernian da Escócia e o Sporting de Portugal (esta matéria de jornal indica que o Millonarios da Colômbia seria uma equipe composta apenas de jogadores argentinos); a Copa Rio já havia sofrido grande concorrência com a Copa Latina, pois em 1952, a Juventus, o Nice e o Barcelona foram convidados à Copa Rio mas preferiram priorizar a Copa Latina.
A edição de 28 de fevereiro de 1953 do jornal catalão El Mundo Deportivo afirma que o objetivo original da CBD era realizar a competição com 3 times brasileiros, mais Sporting (Portugal), Juventus (Itália), Millonarios (Colômbia) e uma equipe austríaca (não especificada na matéria). A edição de 16 de março de 1953 do mesmo jornal informa sobre viagem de representante da CBD, Manuel Furtado Oliveira, à Europa para trazer quadros europeus ao torneio, que seriam o Barcelona (Espanha), o Hibernian (Escócia) e o Internazionale (Itália).
A edição de 19 de março de 1953 do jornal O Estado de S. Paulo dá conta de que o secretário do CBD Manuel Furtado de Oliveira viajou a Paris com o objetivo de trazer ao torneio 4 clubes europeus: um da Itália (a ser Juventus ou Inter de Milão), um da Escócia (Hibernian), um da Espanha (Barcelona) e um de Portugal (Sporting), e que em caso de recusa do Barcelona, a escolha recairia sobre o Reims (França) ou o Partizan de Belgrado (Iugoslávia).  A edição do dia seguinte (20/03/1953) dá ciência de que o Millonarios da Colômbia também foi convidado. A edição do Estado de São Paulo de 18 de abril de 1953 traz a lista de participantes como sendo Corinthians, São Paulo, Vasco, Flamengo, Millonarios (Colômbia), Hibernian, Milan e um clube de Portugal a ser definido.  A edição de 25 de abril de 1953 informava que 3 clubes estrangeiros estavam garantidos no Torneio Octogonal Rivadávia Corrêa Meyer: Hibernian, Sporting e Milan, sendo que os dois últimos pediam um adiamento do certame brasileiro para poderem disputar a Copa Latina, sendo que a CBD concordava com este adiamento; a matéria também informando que a CBD concederia 72 horas para que o Millonarios da Colômbia respondesse se participaria do certame, e em caso negativo a CBD convidaria um representante paraguaio, porém condicionado ao requisito que este tivesse ao menos cinco jogadores da seleção paraguaia que acabara de ser campeã da Copa América de 1953. A edição de 05 de maio de 1953 dá conta de que os 4 clubes estrangeiros seriam o Hibernian, o Sporting de Lisboa, o Rot-Weiß Essen, e a última vaga estrangeira ficaria entre o Reims (França), o Partizan (Iugoslávia) , o Austria Viena (Áustria) e o Olimpia (Paraguai).
A edição de 29 de abril de 1953 do jornal espanhol El Mundo Deportivo informa que participariam do torneio o Milan, Sporting CP, o Partizan de Belgrado (Iugoslávia- este clube foi convidado e depois desconvidado pela CBD a participar do certame), o Hibernian, o Vasco, o São Paulo e o Corinthians, adicionando que, caso o Milan e o Sporting CP não pudessem participar por causa da Copa Latina, suas vagas seriam oferecidas ao Reims francês e ao Benfica português.
A edição de 07 de maio de 1953 do jornal O Estado de S. Paulo dá conta da vontade do campeão francês Reims em participar do torneio. A edição de 23/05/1953 dá conta de que a tabela da competição chegou a ser feita incluindo quatro clubes estrangeiros: Hibernian, Olimpia, Rot-Weiß Essen e Sporting; a tabela da competição foi republicada pelo jornal em 03/06/1953, colocando o Club Nacional de Football do Uruguai no lugar do Rot-Weiß Essen. Em suas edições de 13/05/1953, 22/05/1953 e 27/05/1953, o mesmo jornal diz que os clubes Sporting de Lisboa, Olimpia de Assunção e Club Nacional de Football do Uruguai concordaram em participar da "Taça Rio" que seria disputada em 1953. A edição de 11/06/1953 confirma que o Club Nacional de Football do Uruguai foi obrigado a desistir do torneio pela Associação Uruguaia de Futebol, mas que o clube estava interessado em participar da competição.

### Extinção do Torneio Internacional Octogonal
Em 1955, a CBD não conseguiu organizar a segunda edição da competição, e após o cancelamento, foi realizado no lugar o Torneio Internacional Charles Miller, vencido pelo Corinthians, com 4 equipes brasileiras e 2 estrangeiras, e um fracasso de público e renda, sendo considerado um evento de caráter amistoso.

## Grupos

### Grupo de São Paulo
| Corinthians | Campeão do Torneio Rio-São Paulo de 1953 |
| Olimpia     | Vice-campeão Paraguaio de 1953: liderava o campeonato de seu país quando do convite. À época, o Paraguai era o campeão da Copa América. Substituiu o Millonarios da Colômbia. |
| São Paulo   | 3º Colocado do Torneio Rio-São Paulo de 1953 (2º melhor paulista) |
| Sporting    | Tricampeão Português de 1950-51, 1951-52 e 1952-53 |

### Grupo do Rio de Janeiro
| Botafogo      | 4º Colocado do Torneio Rio-São Paulo de 1953 (2º melhor carioca) |
| Hibernian     | Bicampeão Escocês de 1950-51 e 1951-52: o Hibernian havia sido convidado antes a participar da Copa Rio em 1951 e 1952, ocasiões em que recusou o convite e foi substituído pelo Austria Viena. Tal era o prestígio do futebol escocês que Vittorio Pozzo (técnico bicampeão mundial com a Itália nas Copas de 1934 e 1938) afirmou que a Copa Rio de 1951 não teve maior êxito técnico por não terem participado representantes de Escócia, Inglaterra e Argentina, e quando o Hibernian foi convidado à Copa Rio de 1952, foi divulgado no Brasil como sendo o melhor time britânico. O Hibernian participou do Torneio Octogonal considerando-o um mundial de clubes, alegando ser o mesmo assim rotulado pela CBD. À época, o futebol da Escócia era tão prestigiado quanto o inglês, tendo o mesmo número de títulos da Inglaterra no British Home Championship. |
| Fluminense    | 5° colocado no Torneio Rio-São Paulo de 1953 (3° melhor carioca): o campeão uruguaio, o Club Nacional de Football, foi convidado ao torneio e aceitou participar, mas foi proibido pela Associação Uruguaia de Futebol, forçada a tal decisão pelos clubes "pequenos" do Uruguai. Flamengo e Fluminense solicitaram a vaga, pois não havia tempo hábil para preencher a vaga estrangeira. Em reunião da CBD e da Federação Metropolitana de Futebol (antecessora da Federação de Futebol do Rio de Janeiro), decidiu-se pela presença do Fluminense, por este ter melhor colocação no Torneio Rio-São Paulo de 1953. |
| Vasco da Gama | Vice-campeão do Torneio Rio-São Paulo de 1953 (melhor carioca) |

### Clubes que quase participaram
Além dos já citados Club Nacional de Football do Uruguai e Millonarios da Colômbia, também quase participaram da competição: os campeões de Alemanha e França, respectivamente Rot-Weiß Essen (Copa da Alemanha) e Reims (Campeonato Francês), que foram convidados, aceitaram o convite para participar, mas foram desconvidados pela CBD após serem derrotados na Europa pelo America-RJ; o campeão italiano Milan foi convidado mas deu preferência a participar da Copa Latina; o campeão da Copa da Iugoslávia, o Partizan de Belgrado, solicitou sua inscrição no torneio, mas esta não foi aceita pela CBD.
| Milan          | Campeão Italiano de 1950-51.                                                        |
| Millonarios    | Tricampeão Colombiano de 1951, 1952 e 1953; Campeão da Copa da Colômbia de 1952-53. |
| Nacional       | Campeão Uruguaio de 1952.                                                           |
| Partizan       | Campeão da Copa da Iugoslávia de 1952.                                              |
| Rot-Weiß Essen | Campeão da Copa da Alemanha de 1953.                                                |
| Stade de Reims | Campeão Francês de 1952-53.                                                         |

### Mudanças em relação ao modelo anterior (Copas Rio de 1951 e 1952)
Ambos os torneios contaram com os campeões carioca e paulista do ano anterior (Copa Rio de 1952: Fluminense e Corinthians; Torneio Rivadávia de 1953: Vasco da Gama e Corinthians), o campeão português (Sporting, nos dois casos), e o vice-campeão do Paraguai (em 1952, o Libertad, e em 1953, o Olimpia). O Austria Viena participou das Copas Rio de 1951 e 1952, mas participou como substituto do Hibernian, que foi convidado às Copas Rio de 1951 e 1952 mas preferiu não participar (o mesmo Hibernian que participou do Torneio Rivadávia de 1953). O campeão uruguaio em 1952 era o Peñarol, participou da Copa Rio de 1952, e abandonou a competição nas semi-finais, sendo eliminado por W.O para o Corinthians. Em 1953, o campeão uruguaio Club Nacional de Football  aceitou participar do Torneio Rivadávia, mas "de última hora" não pôde participar, sendo substituído pelo Fluminense.  Assim,  a diferença mais efetiva entre os quadros da Copa Rio de 1952 e do Torneio Rivadávia de 1953 é que as "vagas" que haviam sido do Grasshoppers e do FC Saarbrucken na Copa Rio de 1952, estas vagas no Torneio Rivadávia de 1953 acabaram sendo do Botafogo e do São Paulo. O Grasshoppers e o FC Saarbrucken eram clubes respectivamente de Suíça e Alemanha (região do Sarre, então administrada pela França), dois países que não tiveram representantes na Copa Rio de 1951 e que não faziam parte dos 9 países originalmente planejados pela CBD para ter representantes na Copa Rio (Brasil, Uruguai, Itália, Inglaterra, Suécia, Espanha, Portugal, Argentina, Escócia).

## Partidas

### Grupo de São Paulo
| Pos. | Time        | Pts | J | V | E | D | GP | GC | SG |
| ---- | ----------- | --- | - | - | - | - | -- | -- | -- |
| 1    | São Paulo   | 5   | 3 | 2 | 1 | 0 | 9  | 3  | +6 |
| 2    | Corinthians | 5   | 3 | 2 | 1 | 0 | 8  | 4  | +4 |
| 3    | Sporting    | 1   | 3 | 0 | 1 | 2 | 3  | 7  | –4 |
| 4    | Olimpia     | 1   | 3 | 0 | 1 | 2 | 4  | 10 | –6 |

| 07 de Junho de 1953 | Corinthians                                                | 5 – 2     | Olimpia                  | Pacaembu - São Paulo          |
|                     | Carbone 14', 50' · Goiano 38' · Cláudio 77' · Luizinho 78' | Relatório | Arambulo 7' · Ávalos 21' | Árbitro: Erick Westman - FIFA |

| 13 de Junho de 1953 | Olimpia    | 1 – 4     | São Paulo                                                                       | Pacaembu - São Paulo         |
|                     | Ávalos 40' | Relatório | Maurinho 13' · Lanzoninho 20' (pen.) · Gino 75' · Juan Negri 85' · Benedito 89' | Árbitro: Mário Vianna - FIFA |

| 14 de Junho de 1953 | Sporting    | 1 – 2     | Corinthians                 | Pacaembu - São Paulo          |
|                     | Vasques 55' | Relatório | Luizinho 31' · Baltazar 60' | Árbitro: Erick Westman - FIFA |

| 17 de Junho de 1953 | São Paulo                                                     | 4 – 1     | Sporting     | Pacaembu - São Paulo        |
|                     | Gino 12' · Teixeirinha 22' · Lanzoninho 54' · Pé de Valsa 89' | Relatório | Mendonça 87' | Árbitro: Franz Grill - FIFA |

| 20 de Junho de 1953 | Sporting    | 1 – 1     | Olimpia    | Pacaembu - São Paulo          |
|                     | Hernani 24' | Relatório | Ávalos 38' | Árbitro: Erick Westman - FIFA |

| 21 de Junho de 1953 | São Paulo    | 1 – 1     | Corinthians  | Pacaembu - São Paulo          |
|                     | Benedito 86' | Relatório | Souzinha 89' | Árbitro: William Evans - FIFA |

### Grupo do Rio de Janeiro
| Pos. | Time          | Pts | J | V | E | D | GP | GC | SG |
| ---- | ------------- | --- | - | - | - | - | -- | -- | -- |
| 1    | Vasco da Gama | 5   | 3 | 2 | 1 | 0 | 7  | 5  | +2 |
| 2    | Fluminense    | 3   | 3 | 1 | 1 | 1 | 6  | 4  | +2 |
| 3    | Botafogo      | 3   | 3 | 1 | 1 | 1 | 6  | 5  | +1 |
| 4    | Hibernian     | 1   | 3 | 0 | 1 | 2 | 4  | 9  | –5 |

| 07 de Junho de 1953 | Vasco da Gama                 | 3 – 3     | Hibernian                                   | Maracanã - Rio de Janeiro    |
|                     | Maneca 12' · Alvinho 78', 83' | Relatório | Eddie Turnbull 26' · Lawrie Reilly 66', 90' | Árbitro: Mário Vianna - FIFA |

| 13 de Junho de 1953 | Hibernian         | 1 – 3     | Botafogo                    | Maracanã - Rio de Janeiro     |
|                     | Lawrie Reilly 66' | Relatório | Zezinho 23', 81' · Dino 61' | Árbitro: Erick Westman - FIFA |

| 14 de Junho de 1953 | Fluminense | 1 – 2     | Vasco da Gama          | Maracanã - Rio de Janeiro   |
|                     | Simões 62' | Relatório | Sabará 31' · Pinga 59' | Árbitro: Franz Grill - FIFA |

| 17 de Junho de 1953 | Botafogo                   | 2 – 2     | Fluminense            | Maracanã - Rio de Janeiro     |
|                     | Dino 9' · Luís Vinício 23' | Relatório | Didi 77' · Robson 87' | Árbitro: Erick Westman - FIFA |

| 20 de Junho de 1953 | Hibernian | 0 – 3     | Fluminense                          | Maracanã - Rio de Janeiro    |
|                     |           | Relatório | Quincas 42' · Telê Santana 50', 56' | Árbitro: Mário Vianna - FIFA |

| 21 de Junho de 1953 | Vasco da Gama          | 2 – 1     | Botafogo         | Maracanã - Rio de Janeiro    |
|                     | Maneca 56' · Pinga 74' | Relatório | Luís Vinício 59' | Árbitro: Mário Vianna - FIFA |

## Semifinais

### Semifinal de São Paulo
| 24 de Junho de 1953 | São Paulo   | 1 – 0     | Fluminense | Pacaembu - São Paulo         |
|                     | Píndaro 55' | Relatório |            | Árbitro: Mário Vianna - FIFA |

| 28 de Junho de 1953 | São Paulo        | 1 – 1 (pro) | Fluminense       | Pacaembu - São Paulo         |
|                     | Teixeirinha 116' | Relatório   | Telê Santana 45' | Árbitro: Mário Vianna - FIFA |

### Semifinal do Rio de Janeiro
| 24 de Junho de 1953 | Vasco da Gama                             | 4 – 2     | Corinthians                | Maracanã - Rio de Janeiro     |
|                     | Pinga 1', 16' · Maneca 30' · Ipojucan 72' | Relatório | Baltazar 3' · Vermelho 82' | Árbitro: Erick Westman - FIFA |

| 28 de Junho de 1953 | Vasco da Gama                        | 3 – 1     | Corinthians | Maracanã - Rio de Janeiro     |
|                     | Maneca 10' · Sabará 30' · Dejair 75' | Relatório | Carbone 27' | Árbitro: Erick Westman - FIFA |

## Finais
| 01 de Julho de 1953 | São Paulo | 0 – 1     | Vasco da Gama | Pacaembu - São Paulo         |
|                     |           | Relatório | Dejair 77'    | Árbitro: Mário Vianna - FIFA |

| São Paulo | Vasco |

| GOL            | 1  | José Poy    |
| LD             | 2  | De Sordi    |
| ZAG            | 3  | Mauro Ramos |
| LE             | 6  | Alfredo     |
| VOL            | 4  | Pé de Valsa |
| VOL            | 5  | Bauer       |
| MEI            | 7  | Maurinho    |
| MEI            | 8  | Juan Negri  |
| ATA            | 10 | Gino        |
| ATA            | 11 | Lanzoninho  |
| ATA            | 9  | Teixeirinha |
| Substituições: |    |             |
| ATA            | 19 | Benedito    |
| ATA            | 17 | Nenê        |
| Técnico:       |    |             |
| Jim Lopes      |    |             |

| GOL            | 1  | Ernani            |
| ZAG            | 2  | Mirim             |
| ZAG            | 4  | Bellini           |
| ZAG            | 6  | Jorge             |
| VOL            | 3  | Ely do Amparo     |
| VOL            | 5  | Danilo Alvim      |
| MEI            | 8  | Ipojucan          |
| MEI            | 17 | Sabará            |
| ATA            | 7  | Maneca            |
| ATA            | 11 | Pinga             |
| ATA            | 9  | Dejair            |
| Substituições: |    |                   |
| MEI            | 10 | Ademir de Menezes |
| MEI            | 14 | Alfredo II        |
| Técnico:       |    |                   |
| Flávio Costa   |    |                   |

| 04 de Julho de 1953 | Vasco da Gama          | 2 – 1     | São Paulo       | Maracanã - Rio de Janeiro    |
|                     | Pinga 2', 43' · Ernani | Relatório | Pé de Valsa 70' | Árbitro: Mário Vianna - FIFA |

| Vasco | São Paulo |

| GOL            | 1  | Ernani            |
| ZAG            | 2  | Mirim             |
| ZAG            | 4  | Bellini           |
| ZAG            | 6  | Jorge             |
| VOL            | 3  | Ely do Amparo     |
| VOL            | 5  | Danilo Alvim      |
| MEI            | 8  | Ipojucan          |
| MEI            | 10 | Ademir de Menezes |
| ATA            | 7  | Maneca            |
| ATA            | 11 | Pinga             |
| ATA            | 9  | Dejair            |
| Substituições: |    |                   |
| GOL            | 12 | Osvaldo           |
| MEI            | 14 | Alfredo II        |
| Técnico:       |    |                   |
| Flávio Costa   |    |                   |

| GOL            | 1  | José Poy    |
| LD             | 2  | De Sordi    |
| ZAG            | 3  | Mauro Ramos |
| LE             | 6  | Alfredo     |
| VOL            | 4  | Pé de Valsa |
| VOL            | 5  | Bauer       |
| MEI            | 7  | Maurinho    |
| MEI            | 8  | Juan Negri  |
| ATA            | 10 | Gino        |
| ATA            | 11 | Nenê        |
| ATA            | 9  | Teixeirinha |
| Substituições: |    |             |
| ATA            | 19 | Benedito    |
| ATA            | 17 | Lanzoninho  |
| Técnico:       |    |             |
| Jim Lopes      |    |             |